# خفت لغزنده
خفت لغزنده نوعی خفت از نوع گره‌های قلابی است. این نوع خفت با توجه به سنگینی و سبکی بار قابل تنظیم است و به راحتی در محور خود قابل لغزش (تعدیل) می‌باشد. 